# Denderup Vænge
Denderup Vænge er en privat skov, der ligger i Sydsjælland ved Rønnede.
Skoven hænger sammen ved flere andre skove Hesede Skov, Storskov og Svennerup Skov,og er i dag  i den nordlige del gennemskåret af Ny Næstvedvej primærrute 54 som er en to sporet hovedlandevej der går mellem  Næstved og Sydmotorvejen E47/E55 ved Rønnede. I skoven ligger også klatreparken Camp Adventure.
Vejdirektoratet er i gang med at planlægge en motorvej (Næstvedmotorvejen) (Primærrute 54) mellem Næstved og Rønnede. Tidligere blev der foreslået en linjeføring E der gik igennem den sydlige udkant af Denderup Vænge. Men efter linjeføring A blev valgt kommer motorvejen til at gå igennem den sydlige del af Hesede Skov der ligger nord for Denderup Vænge.